# David Heinemeier Hansson
David Heinemeier Hansson (Kopenhagen, 15 oktober 1979) is een Deens softwareontwikkelaar en autocoureur. Als softwareontwikkelaar heeft hij het webapplicatieframework Ruby on Rails gecreëerd. Als coureur is hij actief in het FIA World Endurance Championship.

## Carrière

### Softwareontwikkelaar

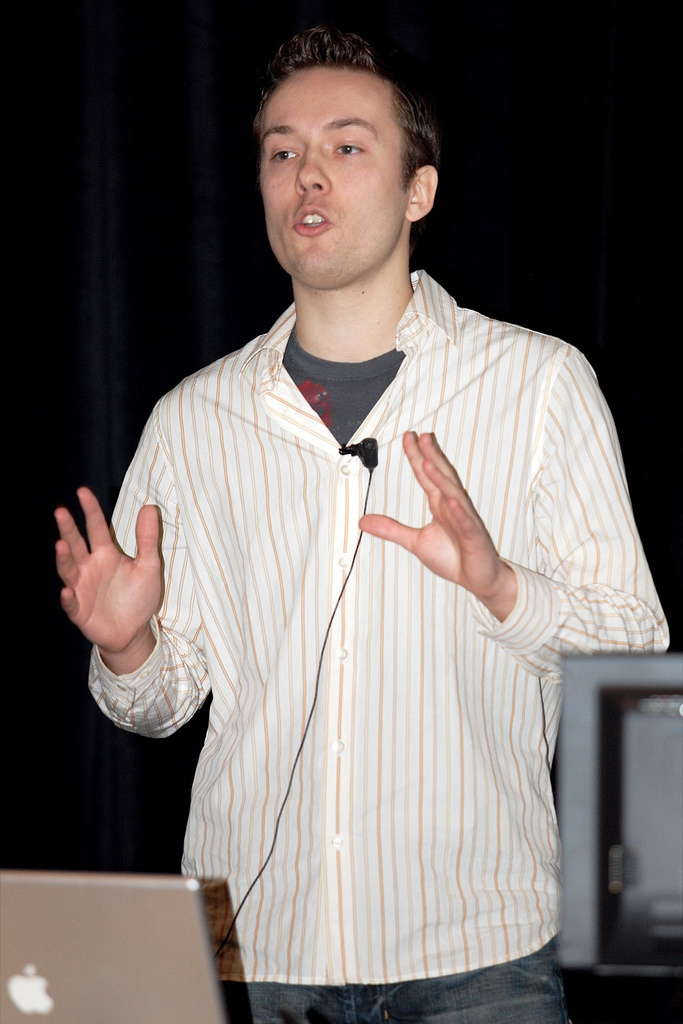
Hansson op de conferentie van O'Reilly Emerging Technology in 2006.

In 1999 richtte Hansson de Deense website Daily Rush op, waar nieuws over gamen op te lezen was. De site was tot 2001 online. Vervolgens ontmoette hij Jason Fried nadat hij hem zijn diensten als PHP-ontwikkelaar aanbood, waarop hij in dienst van Fried een projectmanagementprogramma ontwikkelde. Dit groeide uit tot de Basecamp-software van 37signals, het bedrijf van Fried. Hansson gebruikte de programmeertaal Ruby, dat destijds nog relatief onbekend was, om een framework te bouwen dat hielp met de ontwikkeling. Hij bracht dit framework in 2004 als onafhankelijk open source-project uit onder de naam Ruby on Rails. In 2005 kreeg Hansson van Google en O'Reilly de "Hacker of the Year"-award voor dit project.
In november 2005 verhuisde Hansson van Denemarken naar Chicago nadat hij zijn bachelor in Computer Science en Business Administration had gehaald bij de Copenhagen Business School.
Als onderdeel van zijn werk als softwareontwikkelaar schreef Hansson meerdere boeken. In 2005 was hij samen met Dave Thomas co-auteur van Agile Web Development with Rails. Daarnaast schreef hij samen met Fried de boeken Getting Real, Rework, Remote en It Doesn't Have to Be Crazy at Work.

### Autocoureur
Hansson had autoracen al lange tijd als hobby voordat hij in 2010 zijn debuut als autocoureur maakte. Hij reed dat jaar twee races in de Gold Cup-klasse van de Patrón GT3 Cup Challenge by Yokohoma, waar hij er een van won. In 2011 stapte hij over naar de Platinum Cup-klasse van de IMSA GT3 Challenge by Yokohama, waarin hij in zeven races een podiumfinish op Lime Rock Park behaalde.
In 2012 maakte Hansson zijn debuut in de American Le Mans Series (ALMS), waarin hij in de LMP2-klasse samen met Martin Plowman voor Conquest Endurance reed. Het duo won twee races op het Canadian Tire Motorsport Park en Road America en eindigde in zes andere races op het podium. Zij werden zo met 156 punten tweede in de klasse, achter Christophe Bouchut en Scott Tucker. Hansson reed dat jaar ook drie races in de LMP2-klasse van het FIA World Endurance Championship (WEC) bij OAK Racing. Zijn beste resultaat was een vierde plaats in de 6 uur van Spa-Francorchamps, terwijl hij dat jaar ook in de 24 uur van Le Mans met een zevende plaats debuteerde.

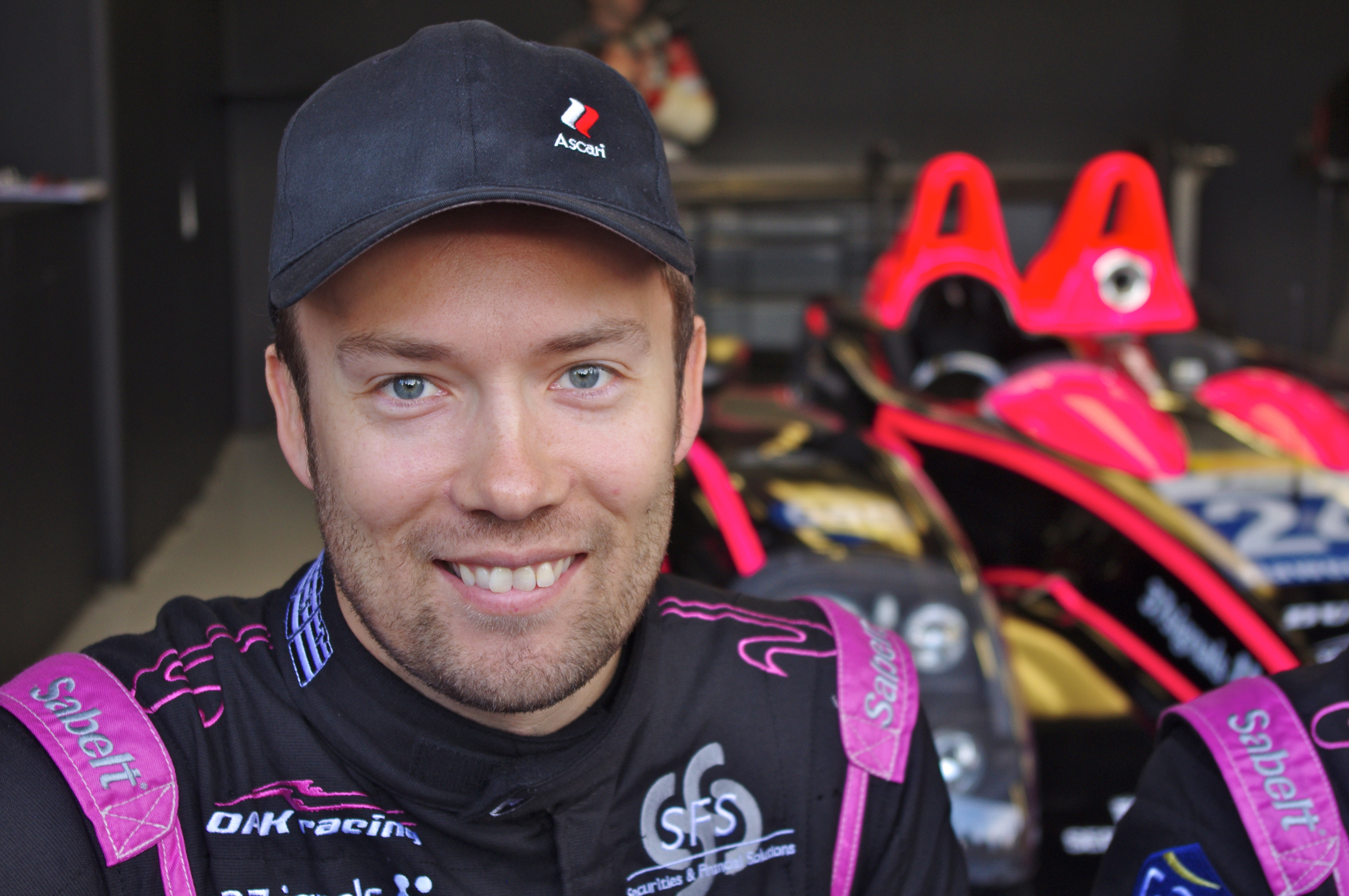
Hansson bij de 6 uur van Silverstone in 2013.

In 2013 reed Hansson een volledig seizoen in de LMP2-klasse van het WEC bij OAK, waar hij een auto met Olivier Pla en Alex Brundle deelde. Het trio behaalde geen zeges, maar eindigde wel in zes van de acht races op het podium, waardoor zij met 132,5 punten achter hun teamgenoten Plowman, Bertrand Baguette en Ricardo González tweede werden. Hansson nam daarnaast deel aan twee ALMS-races, waar hij in de 12 uur van Sebring een podiumplaats behaalde.
In 2014 stapte Hansson binnen het WEC over naar de LMGTE Am-klasse, waarin hij voor Aston Martin Racing een team vormde met zijn landgenoten Kristian Poulsen en Nicki Thiim; de laatste werd voor drie races vervangen door Richie Stanaway. Hij was de vervanger van Allan Simonsen, die in 2013 bij een ongeluk in de 24 uur van Le Mans om het leven kwam. Hij behaalde vier overwinningen en vier tweede plaatsen en behaalde zo met 198 punten de titel in deze klasse. De zege in de 24 uur van Le Mans werd opgedragen aan Simonsen. Ook debuteerde hij dat jaar in de 24 uur van Daytona, waarin hij voor RSR Racing in de PC-klasse reed. Ook werd hij tweede in de 12 uur van Sebring.
In 2015 keerde Hansson binnen het WEC terug naar de LMP2-klasse, waar hij bij Extreme Speed Motorsports een auto met Scott Sharp en Ryan Dalziel deelde. Het trio behaalde de pole position bij de 24 uur van Le Mans, maar kwam tijdens de races niet verder dan twee vierde plaatsen in de 6 uur van het Circuit of the Americas en de 6 uur van Fuji. Met 62 punten werd hij negende in de eindstand.
In 2016 reed Hansson in de LMGTE Am-klasse van het WEC bij het team Abu Dhabi-Proton Racing. Khaled Al Qubaisi was zijn vaste teamgenoot, terwijl Klaus Bachler, Patrick Long en Kévin Estre afwisselend hun teamgenoten waren. Hij won de 6 uur van Mexico en de 6 uur van Bahrein, en eindigde in de 24 uur van Le Mans op het podium. Met 151 punten werden Al Qubaisi en hij achter François Perrodo, Emmanuel Collard en Rui Águas tweede in het eindklassement.

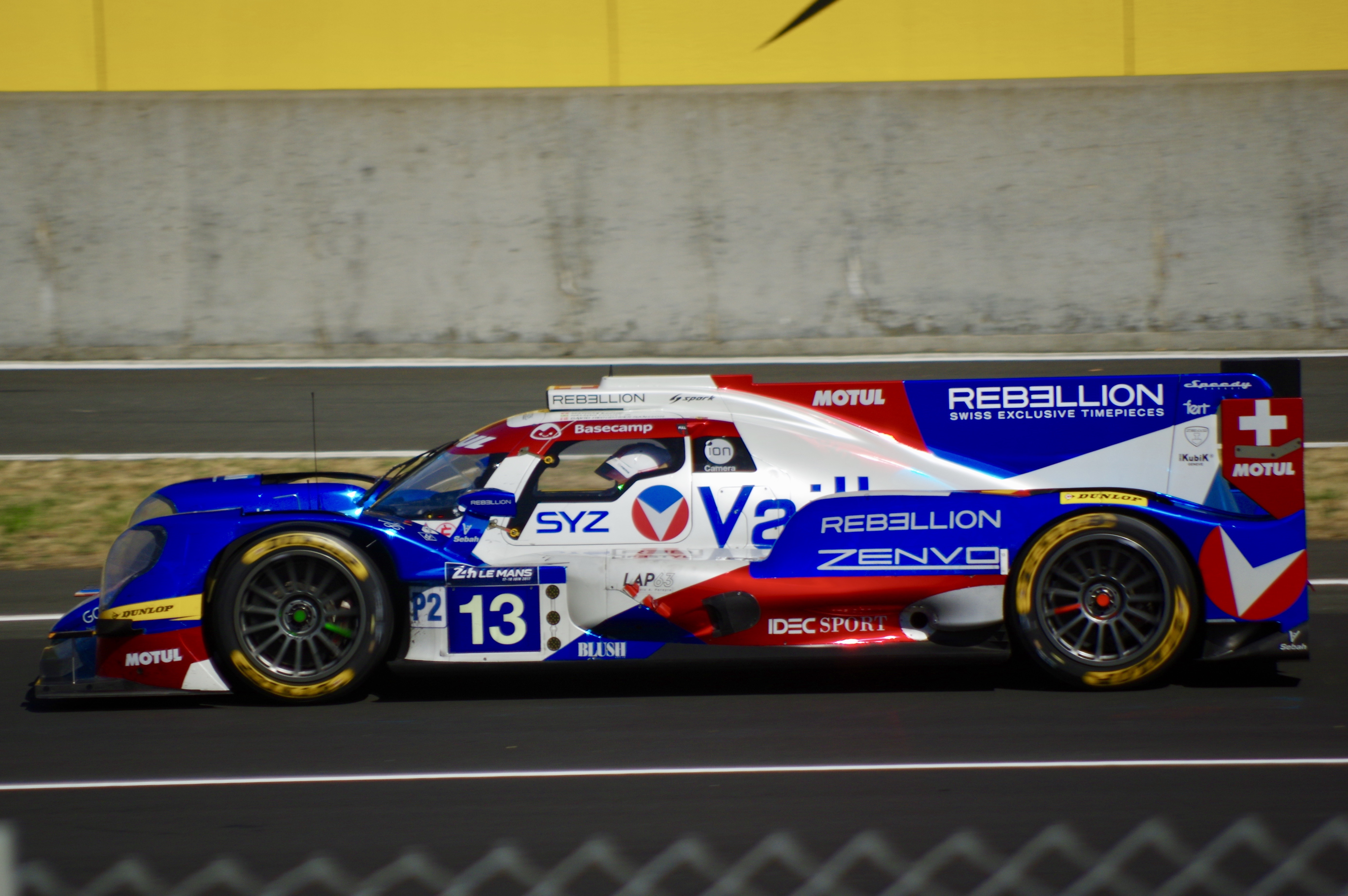
Hansson tijdens de 24 uur van Le Mans in 2017.

In 2017 keerde Hansson terug naar de LMP2-klasse van het WEC bij het team Vaillante Rebellion. Hij deelde de auto met Mathias Beche en Nelson Piquet jr.; de laatste werd in de 6 uur van de Nürburgring vervangen door Pipo Derani. Hij behaalde podiumplaatsen in de 6 uur van het Circuit of the Americas, de 6 uur van Shanghai en de 6 uur van Bahrein en werd met 85 punten achtste in de eindstand.
In 2018 stapte Hansson over naar het IMSA SportsCar Championship, waar hij voor 3GT Racing in de GTD-klasse als teamgenoot van Jack Hawksworth reed. Twee vierde plaatsen op de Mid-Ohio Sports Car Course en Watkins Glen International waren zijn beste resultaten, waardoor hij met 213 punten elfde in het kampioenschap werd. Vervolgens keerde hij terug naar het WEC, waar hij in de laatste drie races van het seizoen 2018-2019 voor Jackie Chan DC Racing in de LMP2-klasse als teamgenoot van Jordan King en Will Stevens reed. Het trio won hun eerste race, de 1000 mijl van Sebring. In het seizoen 2019-2020 reed hij drie races voor het Team Project 1 in de LMGTE Am-klasse als teamgenoot van Egidio Perfetti en Matteo Cairoli, waarin een vijfde plaats in de 6 uur van Shanghai zijn beste race-uitslag was.
In 2021 nam Hansson geen deel aan races, maar in 2022 keerde hij terug in de autosport. Hij reed een volledig seizoen in de LMP2-klasse van de European Le Mans Series, een kampioenschap waarin hij in de voorgaande tien jaren al drie races reed, voor Inter Europol Competition als teamgenoot van Pietro Fittipaldi en Fabio Scherer. Het trio behaalde een podiumplaats tijdens de 4 uur van Spa-Francorchamps en werd met 32 punten tiende in de eindstand. Ook reed Hansson in de 24 uur van Le Mans met Fittipaldi en Scherer voor het team in de 24 uur van Le Mans, waarin zij veertiende in de LMP2-klasse werden.
In 2023 keerde Hansson terug in de LMP2-klasse van het WEC voor Jota, waar hij een team vormde met Fittipaldi en Oliver Rasmussen. Hij behaalde een zege in de 6 uur van Monza.